# Pithecia napensis
Pithecia napensis (лат.) — вид приматов из семейства саковых.

## Систематика
Изначально был описан в качестве подвида саки-монаха (Pithecia monachus napensis), в 1987 году Филип Гершковиц счёл его синонимом Pithecia monachus monachus, однако в 2014 году по результатам морфологического анализа был поднят до ранга вида.

## Описание
Шерсть на теле чёрная, с серебристым отливом, на конечностях короче и мягче, ступни и кисти белые. Шерсть вокруг головы образует тёмно-коричневый «воротник». Морда безволосая, кожа на морде слабо непигментирована (у самок темнее, чем у самцов) за исключением области вокруг носа. Шерсть на брюхе менее густая, тёмно-серого цвета у самцов, чёрная у самок. Самцы имеют на голове отличительную «шапочку» из густых белых волос, которые начинаются от глаз.

## Распространение
Точные границы ареала неизвестны. Музейные образцы были собраны в восточных районах Эквадора и на севере Перу.